# 索尼中国
索尼（中国）有限公司（英語：Sony (China) Limited），简称索尼中国，是日本索尼公司于中国大陆设立的统括控股公司，主要负责索尼在华业务的区域性管理。

## 沿革
- 1996年10月，于北京设立[1]。
- 1998年8月，于上海设立「索尼电子技术（中国）有限公司」[1]。
- 2001年4月，设立「索尼电子（无锡）有限公司」[2]；10月，与中国国际经济技术合作咨询公司共同设立「北京索明科普乐园有限公司」[1]。
- 2003年6月，入股「成都索贝数码科技股份有限公司」[3]。
- 2004年4月，于广州设立「索尼电子华南有限公司」[4]。
- 2005年10月，「索尼电子技术（中国）有限公司」变更商号为「索尼物流贸易（上海）有限公司」[5]；12月，「索尼电子（无锡）有限公司」第二工场变更为「索尼数字产品（无锡）有限公司」[1]。
- 2009年1月，「索尼物流贸易（上海）有限公司」变更商号为「索尼物流贸易（中国）有限公司」[5]。
- 2010年4月，设立「索尼信息系统（大连）有限公司」[6]。
- 2014年
  - 5月26日，上海东方明珠集团宣布，通过子公司「上海东方明珠文化发展有限公司」，将与索尼中国于上海自由贸易区设立2家合资公司，负责生产、营销PlayStation硬件、软件及提供相关服务的在华业务。其中「上海东方明珠索乐文化发展有限公司」由上海东方明珠文化发展出资51%，索尼中国出资49%；「索尼电脑娱乐（上海）有限公司」由索尼中国出资70%，上海东方明珠文化发展出资30%。[7]
  - 7月29日，与上海东方明珠文化发展合资的「上海东方明珠索乐文化发展有限公司」设立。
  - 8月4日，与上海东方明珠文化发展合资的「索尼电脑娱乐（上海）有限公司」设立。

## 旗下部门
- 消费电子营业本部（Consumer Sales & Mktg Co）
- 索尼中国专业系统集团（Sony China Professional Solutions Group）
- 电子元器件中国营业本部（Electronic Devices Marketing China）
- 中国软件中心（China Software Center）
- 顾客互动及服务本部（Customer Communication & Services Group）

## 关系企业

### 全资子公司
- 索尼精密部件（惠州）有限公司（Sony Precision Devices (Huizhou) Co., Ltd.）
- 索尼物流贸易（中国）有限公司（Sony Supply Chain Solutions (China) Ltd.）
- 索尼电子（无锡）有限公司（Sony Electronics (Wuxi) Co., Ltd.）
- 索尼电子华南有限公司（Sony Electronics Huanan Co., Ltd.）
- 索尼数字产品（无锡）有限公司（Sony Digital Products (Wuxi) Co., Ltd.）
- 索尼信息系统（大连）有限公司（Sony Global Information System (Dalian) Co., Ltd.）
- 玩站匹五文化娱乐发展（上海）有限公司[8]（Wanzhan Piwu Culture and Entertainment Development (Shanghai) Co., Ltd. ）

### 合资公司
- 上海索广电子有限公司（Shanghai Suoguang Electronics Co., Ltd.）
- 上海索广映像有限公司（Shanghai Suoguang Visual Products Co., Ltd.）
- 索尼电子（深圳）有限公司（Sony Electronics (Shenzhen) Limited）
- 成都索贝数码科技股份有限公司（Sobey Digital Technology Co., Ltd.）
- 索尼电脑娱乐（上海）有限公司（Sony Computer Entertainment (Shanghai) Co., Ltd.）
- 安尼普（上海）文化艺术有限公司（Aniplex (Shanghai) Ltd.）

### 合作公司
- 北京索明科普乐园有限公司（Beijing Suoming Science Park Co., Ltd.）

## 参注
1. 1 2 3 4  . 索尼（中国）.   [2014-06-13]. （原始内容存档于2019-11-06）.
2. ↑  . 索尼（中国）.   [2014-06-13]. （原始内容存档于2014-03-25）.
3. ↑  . 21世纪经济报道. 2003-06-27  [2014-06-13]. （原始内容存档于2020-07-08）.
4. ↑  . 索尼（中国）. 2004-03-08  [2014-06-13]. （原始内容存档于2021-11-20）.
5. 1 2  . 索尼（中国）.   [2014-06-13]. （原始内容存档于2019-11-02）.
6. ↑  . 索尼（中国）.   [2014-06-13]. （原始内容存档于2019-10-31）.
7. ↑   (PDF). 上海东方明珠（集团）股份有限公司. 2014-05-26  [2014-06-13]. （原始内容 (PDF)存档于2019-10-01）.
8. ↑  . it之家.   [2025-04-17].

## 相关项目
- 索尼
- 索尼音乐娱乐中国控股